# Aeroportul Orange
Aeroportul Orange (IATA: OAG, ICAO: YORG) este un aeroport din Noul Wales de Sud, Australia ce deservește zona Orange. Aeroportul a fost tranzitat în 2022 de 85.065 de pasageri. A fost numit după zona deservită.
Situat la o altitudine de 951 m, aeroportul dispune de o singură pistă.